# ライアン・ガーコ
ライアン・フランシス・ガーコ（Ryan Francis Garko, 1981年1月2日 - ）は、アメリカ合衆国ペンシルベニア州ピッツバーグ出身（カリフォルニア州アナハイム近郊育ち）の元プロ野球選手（一塁手）。右投右打。現在は、MLBのデトロイト・タイガースの選手育成副部長を務める。

## 経歴

### プロ入り前
幼い頃は自宅がアナハイム近郊にあったためカリフォルニア・エンゼルスファンであり、ギャレット・アンダーソンやティム・サーモン、J・T・スノーに憧れを抱いていた。また、年1回ほどドジャー・スタジアムへと出向き、当時のロサンゼルス・ドジャースの正捕手であるマイク・ピアッツァを観るのを楽しみにしていたという。
アナハイムの男子校のサーバイト高等学校で、当時アトランタ・ブレーブスのスカウトも兼任していたトッド・クックの指導を受けた。当時のチームメイトには、後に再び同僚となるベン・フランシスコ、ブライアン・ウルフがいた。最上級生となった1999年には、主にガーコが3番打者、フランシスコが4番打者を務めた。その後、スタンフォード大学へ進学し、アメリカ合衆国の研究を専攻する。

### プロ入りとインディアンス時代
2003年のMLBドラフト3巡目（全体78位）でクリーブランド・インディアンスから指名され、プロ入り。
2005年9月18日にメジャーデビュー。この年は1試合のみの出場で三振に終わる。
2006年は50試合に出場して打率.292、7本塁打、45打点を記録した。
2007年には、メジャーに定着し、138試合の出場で打率.289、21本塁打、61打点をマークし、アメリカンリーグ3位の20死球を記録した。

### ジャイアンツ時代

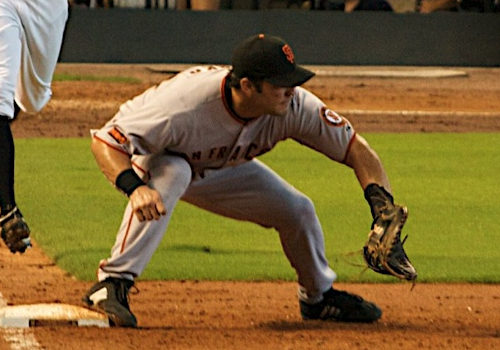
サンフランシスコ・ジャイアンツでの現役時代
(2009年8月5日)

2009年7月28日にスコット・バーンズとのトレードで、サンフランシスコ・ジャイアンツへ移籍した。

### レンジャーズ時代
2010年2月1日にシアトル・マリナーズと1年55万ドル（別途インセンティブで最大107.5万ドル）で契約した。しかし、マリナーズでは開幕ロースターに残れずウェイバー公示され、テキサス・レンジャーズと契約した。だが、15試合でわずか3安打に終わりマイナーリーグへ降格となった。その後シーズンの多くを傘下のAAA級オクラホマシティ・レッドホークスでプレーしたがメジャー昇格できず、オフにFAとなった。

### サムスン時代
2010年12月10日に韓国野球委員会のサムスン・ライオンズと契約。登録名は「ガコ(가코)」。
2011年、サムスンの春季キャンプ中の2月13日、北海道日本ハムファイターズとの練習試合で斎藤佑樹と対戦しショートゴロに倒れた。開幕後は58試合の出場で打率.243、1本塁打、28打点、OPS.631と低迷し、2軍降格後の6月下旬に左手を骨折したため、7月13日に解雇された。

### サムスン退団後
2012年3月、独立リーグであるアトランティック・リーグのロングアイランド・ダックスと契約した。
2012年5月14日にタンパベイ・レイズとマイナー契約し、傘下のAA級モンゴメリー・ビスケッツでプレーした。11月3日にFAとなった。
2013年1月30日にコロラド・ロッキーズとマイナー契約を結んだが、開幕前の3月23日に自由契約となった。

### 引退後
引退後は、母校のスタンフォード大学の野球部のコーチ、ドジャース傘下のAA級タルサ・ドリラーズの監督、パシフィック大学の監督を務めた。
2020年にはロサンゼルス・エンゼルスでコーチ補佐兼インスタント・リプレイコーディネイターに就任し、2年間務めた。
2021年9月、デトロイト・タイガースの選手育成副部長への就任が発表された。

## 詳細情報

### 年度別打撃成績
| 年 度    | 球 団    | 試 合 | 打 席 | 打 数 | 得 点 | 安 打 | 二 塁 打 | 三 塁 打 | 本 塁 打 | 塁 打 | 打 点 | 盗 塁 | 盗 塁 死 | 犠 打 | 犠 飛 | 四 球 | 敬 遠 | 死 球 | 三 振 | 併 殺 打 | 打 率 | 出 塁 率 | 長 打 率 | O P S |
| -------- | -------- | ----- | ----- | ----- | ----- | ----- | -------- | -------- | -------- | ----- | ----- | ----- | -------- | ----- | ----- | ----- | ----- | ----- | ----- | -------- | ----- | -------- | -------- | ----- |
| 2005     | CLE      | 1     | 1     | 1     | 0     | 0     | 0        | 0        | 0        | 0     | 0     | 0     | 0        | 0     | 0     | 0     | 0     | 0     | 1     | 0        | .000  | .000     | .000     | .000  |
| 2006     | CLE      | 50    | 209   | 185   | 28    | 54    | 12       | 0        | 7        | 87    | 45    | 0     | 0        | 0     | 3     | 14    | 0     | 7     | 37    | 5        | .292  | .359     | .470     | .829  |
| 2007     | CLE      | 138   | 541   | 484   | 62    | 140   | 29       | 1        | 21       | 234   | 61    | 0     | 1        | 0     | 3     | 34    | 1     | 20    | 94    | 12       | .289  | .359     | .483     | .842  |
| 2008     | CLE      | 141   | 563   | 495   | 61    | 135   | 21       | 1        | 14       | 200   | 90    | 0     | 0        | 0     | 8     | 45    | 1     | 15    | 86    | 10       | .273  | .346     | .404     | .750  |
| 2009     | CLE      | 78    | 273   | 239   | 29    | 68    | 10       | 0        | 11       | 111   | 39    | 0     | 0        | 2     | 2     | 20    | 1     | 10    | 40    | 6        | .285  | .362     | .464     | .826  |
| 2009     | SF       | 40    | 127   | 115   | 10    | 27    | 3        | 1        | 2        | 38    | 12    | 0     | 0        | 0     | 0     | 9     | 0     | 3     | 10    | 2        | .235  | .307     | .330     | .638  |
| '09計    | SF       | 118   | 400   | 354   | 39    | 95    | 13       | 1        | 13       | 149   | 51    | 0     | 0        | 2     | 2     | 29    | 1     | 13    | 50    | 8        | .268  | .344     | .421     | .765  |
| 2010     | TEX      | 15    | 38    | 33    | 0     | 3     | 0        | 0        | 0        | 3     | 3     | 0     | 0        | 2     | 0     | 3     | 1     | 0     | 4     | 1        | .091  | .167     | .091     | .258  |
| MLB：6年 | MLB：6年 | 463   | 1752  | 1552  | 190   | 427   | 75       | 3        | 55       | 673   | 250   | 0     | 1        | 4     | 16    | 125   | 4     | 55    | 272   | 36       | .275  | .347     | .434     | .781  |

### 背番号
- 25（2005年 - 2009年途中、2010年）
- 23（2009年途中 - 同年終了）
- 35（2011年）
- 85（2020年 - 2021年）